# Kyläjärvi (sjö i Tavastehus, Egentliga Tavastland)
Kyläjärvi är en sjö i kommunen Tavastehus i landskapet Egentliga Tavastland i Finland. Sjön ligger 90,1 meter över havet. Arean är 56 hektar och strandlinjen är 5,64 kilometer lång. Sjön  ingår i Kumo älvs huvudavrinningsområde.   Den ligger omkring 31 km norr om Tavastehus och omkring 120 km norr om Helsingfors. 